# Megaselia decussata
Megaselia decussata är en tvåvingeart som beskrevs av Borgmeier 1966. Megaselia decussata ingår i släktet Megaselia och familjen puckelflugor.
Artens utbredningsområde är Maryland. Inga underarter finns listade i Catalogue of Life.